# Britt Bergström
Britt Bergström, född 1949 i Stockholm, är en svensk schlagersångare, verksam främst under senare halvan av 1960-talet, då hon gav ut ett dussin singlar på skivbolagen Scan-Disc och Philips. 1965 utkom bland andra "Red red robin" och "Bondvals", och 1968 sjöng hon bland annat in "Blå, blå är kärleken", den svenska versionen av L'amour est bleu , som var Luxemburgs ESC-bidrag 1967 framförd av Vicky Leandros. Den har använts som reklamsång för Pripps Blå, och senare återutgivits på flera samlingsskivor (till exempel Så svenskt! sommar).
Bergström medverkade i de svenska uttagningarna till melodifestivalerna 1968 respektive 1969 med låtarna "Fri hos dej" och "L, som i älskar dig". Ingendera blev dock någon succé; de fick 1 respektive 0 poäng.
Hon hade fyra låtar på Svensktoppen, de mest framgångsrika var Säg ja till livet (1966) och Karneval i Caracas (1968). De nådde som bäst sjätte respektive sjunde plats. 
Britt Bergström slutade som artist 1970 och började arbeta som bl.a. läkarsekreterare.